# Leptogomphus gestroi
Leptogomphus gestroi – gatunek ważki z rodziny gadziogłówkowatych (Gomphidae).